# 15347 Colinstuart
15347 Colinstuart este o planetă minoră (asteroid), cu un diametru de 4,424 km, din centura de asteroizi. A fost descoperită pe 26 octombrie 1994 la Kidderminster de Brian G. W. Manning⁠(d). 
Obiectul prezintă o orbită caracterizată de o semiaxă mare de 2,3345518 UAi, o excentricitate de 0,22, o înclinație de 6,0547 ° în raport cu ecliptica.